# PRG3
PRG3 (англ. Proteoglycan 3, pro eosinophil major basic protein 2) – білок, який кодується однойменним геном, розташованим у людей на 11-й хромосомі. Довжина поліпептидного ланцюга білка становить 225 амінокислот, а молекулярна маса — 25 406.
| 10         |  | 20         |  | 30         |  | 40         |  | 50         |
| ---------- |  | ---------- |  | ---------- |  | ---------- |  | ---------- |
| MQCLLLLPFL |  | LLGTVSALHL |  | ENDAPHLESL |  | ETQADLGQDL |  | DSSKEQERDL |
| ALTEEVIQAE |  | GEEVKASACQ |  | DNFEDEEAME |  | SDPAALDKDF |  | QCPREEDIVE |
| VQGSPRCKIC |  | RYLLVRTPKT |  | FAEAQNVCSR |  | CYGGNLVSIH |  | DFNFNYRIQC |
| CTSTVNQAQV |  | WIGGNLRGWF |  | LWKRFCWTDG |  | SHWNFAYWSP |  | GQPGNGQGSC |
| VALCTKGGYW |  | RRAQCDKQLP |  | FVCSF      |  |            |  |            |

A: Аланін

C: Цистеїн

D: Аспарагінова кислота

E: Глутамінова кислота

F: Фенілаланін

G: Гліцин

H: Гістидин

I: Ізолейцин

K: Лізин

L: Лейцин

M: Метіонін

N: Аспарагін

P: Пролін

Q: Глутамін

R: Аргінін

S: Серин

T: Треонін

V: Валін

W: Триптофан

Білок має сайт для зв'язування з лектинами. 